# Marie Panthès
Marie Panthès   (Odessa, 3 de novembre de 1871 - Nova York, 11 de març de 1955) va ser una pianista francesa especialitzada en piano romàntic, especialment la interpretació de les obres de Frédéric Chopin.

## Biografia
Panthès va néixer a Odessa (Imperi Rus) de pares francesos. Va estudiar piano al Conservatori de París en una classe de grau superior, després amb Henry Fissot i Louise-Aglaé Massart-Masson, on va guanyar el primer premi als 14 anys. El 1897 va fer una gira amb el violinista Alexandre Petschnikoff i es va fer famós gràcies a nombroses gires europees.
El 1904 va començar a ensenyar al Conservatori de música de Ginebra. Després va deixar aquest càrrec el 1917 a causa de les diferències d'opinions amb el comitè del conservatori. Es va traslladar amb el seu marit violinista, Maurice Darier, a Lausana. Va tornar a Ginebra el 1931 i va ensenyar durant vint anys al Conservatori de música de Ginebra. El 1951, va dir que es va aturar perquè patia un melanoma al cap. El 1954 va començar el tractament amb un especialista en càncer a Nova York, la doctora Revici. Va morir allà l'11 de març de 1955 a l'edat de 83 anys. La seva tomba es troba al Cimetière des Rois de Ginebra.
Entre els seus estudiants destacats hi havia Julien-François Zbinden, Johnny Aubert, Isabelle Nef i Marguerite Roesgen-Champion.